# Vincent Stagnara
Vincent Stagnara (Bastia, 10 agosto 1950 – Bastia, 2 gennaio 2010) è stato un avvocato francese, militante dell’indipendentismo corso.
È stato avvocato difensore nel processo a Yvan Colonna.

## Biografia
Nato il 10 agosto 1950 a Bastia, avvocato dal 1974, fu uno dei principali difensori dei militanti autonomisti corsi, fra cui Edmond Simeoni, dopo i fatti di Aleria.
Qualche anno dopo, nel 1979, fu uno dei difensori nel processo detto dei 21: il primo processo ai militanti clandestini del FLNC (Fronte di Liberazione Nazionale Corso).
Anche negli anni successivi è sempre stato difensore dei militanti corsi fino al processo per l'uccisione del prefetto Erignac di cui era stato accusato Yvan Colonna.
Per il suo impegno si dice che fosse entrato nella lista dei cinque militanti corsi che i servizi segreti francesi volevano assassinare (gli altri erano Iviu Stella, Petru Poggioli, Alanu Orsoni è Leo Battesti) e difatti, per ben tre volte, nel 1976, nel 1978 e nel 1993 è stato oggetto di attentati alla sua vita. 
Uno dei suoi successi i più grandi come avvocato fu, alla fine degli anni ottanta, la condanna dello Stato francese alla Corte Internazionale di Giustizia per fatti di tortura nei confronti di un indipendentista corso di nome Felice Tomasi (rimasto 5 anni in carcere senza motivo ufficiale).
Ha inoltre pubblicato due opere politiche riguardanti la Corsica: «Le procès d'un peuple» sul processo ai militanti clandestini del FLNC nel 1979, edizioni “A Riscossa”, e «L'Eternu sguardu» (Sull'affare Ghjuva'Battista Acquaviva, militante del FLNC ucciso da un colono nel 1987), edizioni “A Sumente” nel 1997.
È stato anche  l'autore di un'opera sulle rivendicazioni istituzionali corse edito dalle Edizioni “Cismonte e Pumonti” nel 1990.
Dopo la creazione di Corsica Nazione nel 1992, prese le distanze dal movimento senza mai tuttavia rinnegare le sue idee. Nell'ultimo periodo della sua vita, ha partecipato all'ideazione del raggruppamento Corsica Libera.
Nel 2003 si era incaricato della difesa di numerosi membri del comando che aveva preso parte all'assassinio del prefetto Claude Erignac, avvenuto a Ajaccio il 6 febbraio 1998.

### Morte
È morto nel 2010 in seguito a una caduta dal terzo piano della sua abitazione.